# هاميشلول (موسوعة رقمية)
هاميشلول (بالعبرية: המכלול، وتعني "الكُلِّيَّة") هو مشروع موسوعي على الشبكة العنكبوتية يعتمد على تقنية الويكي، موجَّه بشكل رئيسي إلى الجمهور اليهودي الحريدي. معظم مقالات الموقع هي نسخ مطابقة (وفق تاريخ النسخ) لمقالات من ويكيبيديا العبرية، ألا إنها تنقح ويتم التعديل عليها لتتناسب مع التعاليم الدينية للقارئ اليهودي الحريدي، بينما تشكّل المقالات الأصلية حاليًا جزءًا صغيرًا فقط من إجمالي مقالات الموقع. يُدار الموقع ويُشغَّل من قِبل "معهد الثقافة والمعرفة السليمة"، الذي أُنشئ خصيصًا بغرض إنشاء هذا الموقع. تم إطلاق الموقع في تاريخ 11 من شهر يناير عام 2015، وبحلول 2 من شهر أكتوبر عام 2020، احتوى الموقع على 279,979 مقالًا، أي أكثر بحوالي ثلاثة آلاف مقالة مقارنة بويكيبيديا العبرية.

## معايير الرقابة
في موسوعة هاميشلول، يخضع المحتوى إلى رقابة متكونة من عدة معايير وقوانين دقيقة تهدف إلى الحفاظ على الطابع الديني اليهودي الحريدي الصارم للموقع، وتعزيز القيم الدينية الصارمة التي يتبناها المجتمع الحريدي. تُصَنَّف المواد التي قد تتعارض مع هذه القيم إلى فئات مختلفة، ويُتخذ تجاهها إجراءات محددة بحسب طبيعة الخطأ من وجهة النظر الحريدية اليهودية ومدى تأثيره.
أولاً، تتعامل الموسوعة بحزم مع كل ما يُعتبر كفراً في الديانة الحريدية اليهودية، حيث تُصنّف النصوص أو المقالات التي تحوي آراء أو معلومات تعبر عن كفر في جوهر العقيدة اليهودية الحريدية، سواء كان ذلك في الإيمان، أو في التوراة التي تُعتبر كلام الله المُنزل في اليهودية الحريدية، أو في النصوص المكتوبة أو الشفوية التي تشمل الأحكام الدينية. كما تُرفض تماماً الأفكار التي تتعارض مع القصة التوراتية لخلق الكون في ستة أيام، بحسب ما ورد في سفر التكوين.
نظرًا لأن الجمهور الحريدي اليهودي يتجنب رؤية صور النساء، فإن جميع الصور في الموقع التي تحتوي على نساء، وكذلك الصور الجماعية التي تشمل رجالًا ونساءً، تعدل بحيث تُعرض بدون النساء. كما تُحذف صور النساء أيضًا من صور الأعمال الفنية، حتى عندما تكون تلك الأعمال موضوع المقالة الرئيسي. في مقالات السير الذاتية للنساء لا تظهر صور شخصية لهن على الإطلاق.
أما فيما يتعلق بالفلسفة، فتُعدّل أو تُحذف المواضيع الفلسفية التي تتناول قضايا الإيمان أو تطرح آراءً متناقضة مع الديانة اليهودية الحريدية، إلا أن الموضوعات الفلسفية التي لا تمس قضايا العقيدة ولا تحمل مضامين مثيرة للجدل، مثل فلسفة اللغة، تُترك كما هي دون تعديل.
يولي الموقع أهمية كبيرة للتفريق بين الديانة اليهودية وباقي الأديان، فيعدل أو يحذف كل النصوص التي تساوي بين الدين اليهودي وغيره من الأديان. تُعتبر سلطة التوراة ومكانتها من القضايا الجوهرية في الموسوعة، لذا تُرفض أو تُعدل النصوص التي تعطي العلم أو الآراء الثقافية الأخرى مكانة مساوية أو متفوقة على التوراة والشرع اليهودي، ويتم حذف العبارات التي تضع التوراة ضمن خيارات دينية متعددة. كما يحظر الموقع تقديم وجهات نظر تقلل من حصر اليهودية الحريدية بوصفها الحاملة الوحيدة للتقاليد التوراتية الحقيقية، أو التي تعطي مساواة بين الفرق اليهودية المختلفة، ويتم تعديل النصوص التي تشير إلى "التيارات اليهودية" أو "التيار الأرثوذكسي" بما يتناسب مع رؤية المجتمع الحريدي. يحظى احترام علماء الدين وقادة الجاليات بأهمية قصوى في الموسوعة، لذا يتم تعديل أو حذف أي تعبيرات تقلل من قدرهم في الديانة اليهودية الحريدية، كعدم استخدام ألقابهم الشرعية اليهودية مثل "الحاخام". أي محتوى يتعلق بمواضيع الفقه الديني اليهودي يُراجع بدقة، ويُحذف أو يُعدل كل ما يعرض القضية الفقهية اليهودية من منظور مخالف للحريدية. كما تحذف أو تعدل الموسوعة بحذر أي محتوى يقلل من أهمية الديانة اليهودية.
تمنع الموسوعة تماماً النصوص التي تحتوي على سباب، أو ألفاظ نابية، أو إباحيات، أو تتناول مواضيع غير مناسبة حتى للمستخدمين البالغين. في حال كانت هذه المشاكل تشمل أغلب محتوى المقال، يُعتبر المقال غير ملائم للنشر.
فيما يتعلق بموضوعات الثقافة والرياضة والترفيه، يتم حذف أو تعديل الأجزاء التي تُعتبر جزءاً من "الثقافة الدونية" أو التي تعطي أهمية مفرطة لشخصيات أو أحداث من ثقافة الغرب العلمانية، مع استثناء المقالات الأساسية في هذه المجالات إذا كانت متوافقة مع معايير اليهودية الحريدية. أما المحتوى الذي يتناول العنف أو الجريمة فيتم استيراده فقط إذا خلوّ من أوصاف مفرطة أو تفاصيل حساسة، أما الحالات التي تتضمن وصفاً مبالغاً في العنف أو حوادث محددة بشكل مبالغ فيه فيتم تعديلها أو حذفها.
في ما يخص التأريخ، يتم تعديل الإشارات إلى أزمان طويلة جداً لتصبح أكثر توافقاً مع النظرة الدينية اليهودية، فمثلاً عبارات مثل "ملايين السنين" تُحول إلى "آلاف السنين" أو "عصور قديمة" دون ذكر أرقام دقيقة.
تُراجَع الروابط الخارجية بدقة، حيث يتم حذف الروابط التي تؤدي إلى مواقع تعبر عن كفر أو محتوى غير لائق حسب المعايير اليهودية الحريدية، مع الإبقاء على الروابط الموثوقة وفق معايير اليهودية الحريدية بعد تعديل نصوصها إن لزم الأمر.

## المعهد المدير لموقع الموسوعة
في عام 2014، أسس الحاخام الحسيدي يوسف كامينر "معهد الثقافة والمعرفة السليمة" الذي من خلاله يُدار موقع موسوعة هاميشلول.

## عملية النسخ
نسخ الموقع محتوى ويكيبيديا العبرية كاملا، ثم أعاد صياغته عبر الحذف والتعديل ليتناسب مع الجمهور اليهودي الحريدي. يتم استيراد المحتوى من ويكيبيديا العبرية وفقًا لرخصة الاستخدام الحرة لوكيبيديا.

## حقوق الطبع والنشر
كل المحتوى الموجود على الموقع الذي تم استيراده في الأصل من ويكيبيديا، مُتاح بموجب رخصة المشاع الإبداعي. أما حقوق الطبع والنشر لباقي محتوى الموقع فهي محفوظة لمعهد الثقافة والمعرفة السليمة.